# Bernd Oles
Bernd Oles (* 15. Januar 1921 in Hamborn; † 30. Juni 1988) war ein deutscher Fußballspieler und -trainer.

## Laufbahn

### Spielerkarriere
Bernd Oles war schon als Jugendlicher ein herausragender Fußballer. Er wurde in den Jahren 1938 und 1939 Deutscher Jugendmeister. 1938 gewann er mit Hamborn 07 gegen Franken Nürnberg mit 2:1 Toren, 1939 mit der Elf von Ruhr-Niederrhein mit 2:0 Toren gegen Westfalen. Beim zweiten Meisterschaftsgewinn spielte an der Seite von Halbstürmer Oles Alfred Preißler vom SC Duisburg 1900 Mittelstürmer. Nach dem Ende des Zweiten Weltkriegs gehörte er der Mannschaft von Hamborn 07 in der Fußball-Oberliga West (wie auch sein Bruder Max) an. Er gehört zum Spielerkreis, die am 14. September 1947, am ersten Spieltag die neue Oberliga West zum Laufen brachten. Vor 33.000 Zuschauern spielte Bernd Oles im damaligen WM-System linker Außenläufer im Heimspiel gegen den FC Schalke 04. Mit zwei Treffern von Mittelstürmer Karl Hetzel erreichten die schwarz-gelben „Löwen“ ein 2:2-Remis gegen „Königsblau“. Am Rundenende rangierte Hamborn in der 13er-Liga auf dem vierten Rang und Oles hatte in 22 Ligaspielen zwei Tore erzielt. Im zweiten Oberligajahr, 1948/49, verbesserte er seine Bilanz auf 24 Spiele mit sechs Toren, die „Löwen“ landeten aber auf dem sechsten Rang. Nach 46 Oberligaeinsätzen mit acht Toren für Hamborn nahm er zur Runde 1949/50 das Angebot des Stadtteilvereins ASV Durlach aus Karlsruhe an und wechselte als Spielertrainer nach Nordbaden in die dortige Landesliga. Oles hatte im ersten Fußball-Lehrer-Lehrgang 1948 in Köln, unter Lehrgangsleiter Sepp Herberger, an der Seite von Mitstreitern wie Fritz Langner, Fritz Pliska, Helmut Schneider, Hennes Weisweiler und Herbert Widmayer, erfolgreich die Ausbildung zum Fußballtrainer durchlaufen. Er stieg mit Durlach 1950 in die 2. Liga Süd auf und belegte 1951 im Unterbau der Oberliga Süd den zehnten Rang. Sein überdurchschnittliches Können als Spieler wurde durch seinen Einsatz im Repräsentativspiel in Hamburg am 18. März 1951 als Mittelläufer der süddeutschen Auswahl gegen Norddeutschland dokumentiert. Vom 2. bis 6. April 1951 nahm er an einem Nationalmannschaftslehrgang in Duisburg teil. Nach zwei Jahren wechselte er innerhalb Karlsruhe und schloss sich zur Runde 1951/52 dem VfB Mühlburg in der Fußball-Oberliga Süd an. Trotz Mitspielern wie Edmund Adamkiewicz, Horst Buhtz und Heinz Trenkel reichte es Mühlburg nur zum neunten Rang und Oles zog es nach 18 Ligaspielen für den VfB zur Runde 1952/53 in die Fußball-Oberliga Nord zu Holstein Kiel.
Unter Trainer Hans Tauchert und an der Seite von Mitspielern wie Henry Peper (Torhüter) und den zwei Angreifern Emil Maier und Karl Schradi absolvierte Bernd Oles im blau-weiß-roten Dress der „Störche“ 1952/53 alle 30 Ligaspiele (4 Tore). Die Elf vom Holstein-Stadion gewann beide Spiele gegen den Meister Hamburger SV; das Hinspiel am 14. Dezember 1952 in Hamburg mit 5:0 Toren und am Schlusstag, den 26. April 1953, das letzte Rundenspiel in Kiel mit 3:1-Treffern vor 28.000 Zuschauern. Der Ex-Hamborner spielte zumeist linker Läufer. Kiel wurde mit 39:21 Punkten Vizemeister und zog in die Endrunde um die deutsche Fußballmeisterschaft ein. Gegen die Konkurrenz des 1. FC Kaiserslautern, Eintracht Frankfurt und 1. FC Köln konnten sich die Norddeutschen nicht durchsetzen. Oles war in allen sechs Gruppenspielen im Einsatz. Nach weiteren 29 Ligaspielen (1 Tor) in der Saison 1953/54, brach er seine Zelte in Kiel ab und ging zur Runde 1954/55 in die Schweiz zu FC Young Fellows Zürich.
In Zürich bekleidete Oles das Amt des Spielertrainers. Im ersten Jahr, 1954/55, belegte er mit Young Fellows in der Nationalliga B den sechsten Rang, ehe er 1955/56 als Vizemeister den Aufstieg in die Nationalliga A erreichte. Nach dem 12. Rang 1956/57 gab es am 23. Juni 1957 ein Entscheidungsspiel um den Abstieg gegen den Lokalrivalen FC Zürich. Oles gewann das Spiel mit seiner Mannschaft mit 2:1 Toren und ging danach nach Deutschland zurück und übernahm als Trainer zur Runde 1957/58 in der Fußball-Oberliga Südwest Borussia Neunkirchen.

### Trainerkarriere
Seine Trainerkarriere in Deutschland begann 1957 bei Borussia Neunkirchen. Mit Oles erreichte die Elf vom Ellenfeldstadion zweimal in den Jahren 1959 und 1960 mit Spielern wie Erich Leist, Karl Ringel und Rudi Dörrenbächer die Vizemeisterschaft in der Oberliga Südwest. In den Endrunden um die deutsche Meisterschaft konnten sich die Saarländer aber nicht durchsetzen. Zur Runde 1960/61 übernahm er Borussia Mönchengladbach in der Fußball-Oberliga West.
Mit Borussia Mönchengladbach gewann er nach dem Halbfinalerfolg gegen den Hamburger SV (2:0-Sieg in Münster) am 5. Oktober 1960 in Düsseldorf das Endspiel um den DFB-Pokal. Seine Mannschaft setzte sich mit 3:2 Toren gegen den Karlsruher SC durch. Das entscheidende Tor erzielte Nationalspieler Albert Brülls in der 60. Minute. In der Oberliga West belegte er mit der Bökelbergelf den sechsten Rang. Nach dem Rückfall 1961/62 auf den 13. Rang war seine Trainerzeit in Mönchengladbach im Sommer 1962 beendet.
Danach trat Oles in Folge mehrere Trainerstationen an: In der Saison 1963/64 war er in der Fußball-Regionalliga Süd beim FSV Frankfurt; 1964/65 in der Fußball-Regionalliga West beim SC Viktoria Köln, ehe seine nächste Trainerstation von 1965 bis Dezember 1966 der 1. FC Saarbrücken in der Fußball-Regionalliga Südwest war. Mit Saarbrücken wurde er 1965/66 Vizemeister und zog in die Bundesligaaufstiegsrunde ein. Ab Februar 1967 trainierte er Schweinfurt 05 und von Dezember 1967 bis 30. Juni 1968 folgte in der Regionalliga West Fortuna Düsseldorf.
Einen weiteren Erfolg hatte er mit dem Freiburger FC, mit dem er den zweiten Platz in der Saison 1968/69 in der Regionalliga Süd erreichte. Mit Spielern wie Werner Anzill, Karl-Heinz Bente, Gert Fröhlich und Helmut Siebert verpasste die Elf aus dem Möslestadion nur denkbar knapp den Aufstieg in die Fußball-Bundesliga. Punktgleich mit dem Aufsteiger Rot-Weiß Oberhausen belegte Oles mit Freiburg in der Aufstiegsrunde 1969 den zweiten Platz. Im letzten Jahr der alten zweitklassigen Regionalliga, 1973/74, war er beim SSV Jahn Regensburg tätig.
Es folgten Mitte der 70er Jahre noch zwei Verpflichtungen in der 2. Fußball-Bundesliga; in der Saison 1976/77 bei Göttingen 05 (Nord) und in der Saison 1978/79 beim KSV Baunatal (Süd). In Grünes Buch über „100 Jahre Fußball in Göttingen“, ist noch die weitere Tätigkeit von Oles Ende der Saison 1982/83 (ab Mitte Februar 1983) und die Runde 1983/84 bei den 05ern notiert.